# 古仁駅
古仁駅（コインえき、朝鮮語: 고인역）は朝鮮民主主義人民共和国慈江道前川郡にある駅で、満浦線に属する。 

## 隣の駅
満浦線
津坪駅 - 古仁駅 - 梨満駅